# Danai Udomchoke
Danai Udomchoke (ur. 11 sierpnia 1981 w Bangkoku) – tajski tenisista, reprezentant w Pucharze Davisa, wielokrotny medalista igrzysk azjatyckich oraz igrzysk Azji Południowo-Wschodniej, zwycięzca Letniej Uniwersjady 2007 w grze pojedynczej.

## Kariera tenisowa
Udomchoke posiada status profesjonalny od 1997 roku, zaś jego debiut w zawodowym tourze przypadł na turniej rangi ATP Challenger Tour w lutym 1998 roku w Singapurze. W 2015 zakończył zawodowe starty w tenisie. Występował głównie w turniejach spoza głównego cyklu rozgrywkowego.
Taj dziewięciokrotnie wystąpił w rozgrywkach wielkoszlemowych w grze pojedynczej, a jego najlepszym rezultatem jest 3 runda Australian Open 2007, podczas którego pokonał Martía Vassallo Argüello oraz Juana Carlosa Ferrero. Mecz o 4 rundę przegrał z Novakiem Đokoviciem. W turnieju wielkoszlemowym deblistów wystąpił dwa razy, odpadając w 1 rundzie Australian Open 2007 i Australian Open 2013.
W grze pojedynczej wygrał 9 imprez rangi ATP Challenger Tour, natomiast w grze podwójnej zwyciężył w 4 turniejach tej samej kategorii. We wrześniu 2012 roku Udomchoke zwyciężył w deblowym turnieju zaliczanym do cyklu ATP World Tour w Bangkoku. Wspólnie z Lu Yen-hsunem pokonali w finale parę Eric Butorac i Paul Hanley 6:3, 6:4.
Najwyżej w rankingu singlistów sklasyfikowany był na 77. miejscu (29 stycznia 2007), a w rankingu deblistów na 130. pozycji (8 października 2012).

### Finały w turniejach ATP World Tour
| Legenda                                      |
| -------------------------------------------- |
| Wielki Szlem                                 |
| Igrzyska olimpijskie                         |
| Tennis Masters Cup / ATP Finals              |
| ATP Masters Series / ATP Tour Masters 1000   |
| ATP International Series Gold / ATP Tour 500 |
| ATP International Series / ATP Tour 250      |

#### Gra podwójna (1–0)
| Końcowy wynik | Nr | Data             | Turniej | Nawierzchnia  | Partner     | Przeciwnicy              | Wynik finału |
| ------------- | -- | ---------------- | ------- | ------------- | ----------- | ------------------------ | ------------ |
| Zwycięzca     | 1. | 30 września 2012 | Bangkok | Twarda (hala) | Lu Yen-hsun | Eric Butorac Paul Hanley | 6:3, 6:4     |